# 게바자

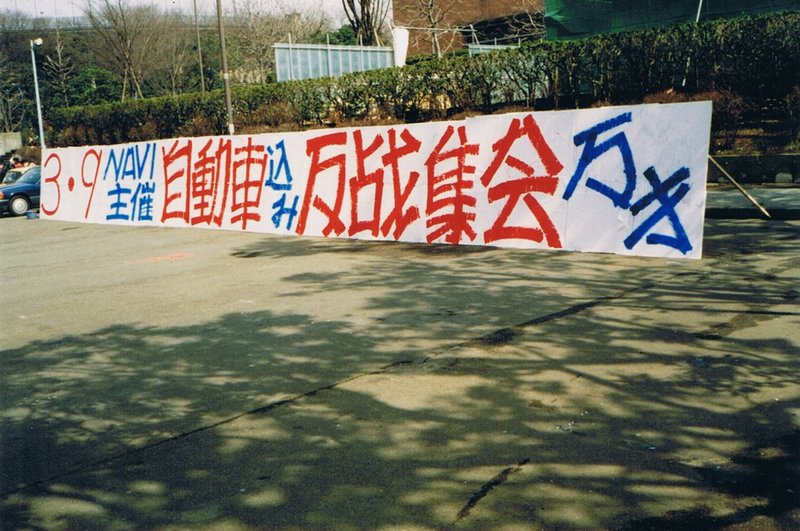
전형적인 게바자의 예. (1991년 촬영)

게바자(일본어: ゲバ字 게바지[*])는 일본의 신좌파가 즐겨 사용한 글꼴이다. 트로자(トロ字; 트로츠키스트 자라는 뜻), 전학련한자(全学連漢字)라고도 한다. "게바"란 독일어로 "폭력"이라는 뜻의 게발트가 어원이다.
1960년대 일본의 학생 운동 때는 대량의 전단지를 만들기 위해 등사기가 사용되고 있었다. 따라서 필체로 신원이 추적될 가능성이 있기에, 공안경찰이나 적대 정파로부터 신원 보호를 추구하여 개발된 것으로 알려져 있다. 또한 등사기로는 미세한 글자를 쓰기 어렵기 때문에 "투쟁(闘爭)"을 "두쟁(斗爭)", "직(職)"을 "이무(耳厶=𫟉)"라고 단순화하거나, 멀리서 봐도 글자가 뭉개지지 않도록 하는 등 가독성 목적으로도 쓰여졌다. 전단지 이외에 입간판이나 로고에도 사용되었다.
1960년대 일본의 학생 운동에서 자주 사용되었으나, 당대 학생들이 사회인이 된 1970년대 이후로는 그다지 사용되지 않게 되었다. 2000년대 이후 다시 사용되는 경우도 있고 PC 등에서 사용할 수 있는 게바자 폰트도 존재하지만, 내용에 무관하게 "운동권스러움"이 나타나기에 널리 쓰이지는 않는다.
게바자 글꼴은 등사지에 철필로 문자를 "새기는" 것에서 유래한다. 때문에 게바자는 곡선이나 예각 등 새기기 어려운 부분이 가급적 없도록 고안되어 있으며, 각진 느낌을 준다.